# 弗雷德里克斯堡 (弗吉尼亚州)
弗雷德里克斯堡（英語：Fredericksburg）是位于美国弗吉尼亚州东北部的独立城市，人口19279（2000年），其中白人占73.18%、非裔美国人占20.41%、亚裔美国人占1.51%。

## 友好城市
- 法國 弗雷瑞斯